# Ophiocten gracile
Ophiocten gracile is een slangster uit de familie Ophiuridae.
De wetenschappelijke naam van de soort werd in 1871 gepubliceerd door Georg Ossian Sars.

## Synoniemen
- Ophioglypha signata Verrill, 1882
- Ophiocten pattersoni Lyman, 1883[1]
- Ophiocten le-danteci Koehler, 1895
- Ophiocten amitinum var. boreale Hertz, 1927

andere combinaties
- Ophiocten sericeum var. gracile (G.O. Sars, 1871) Mortensen, 1933
- Ophiocten sericeum gracile (G.O. Sars, 1871) Semenova, Mileikovsky & Neiss, 1964